# Sherwood, Oregon
Sherwood är en stad i Washington County i Oregon. Vid 2010 års folkräkning hade Sherwood 18 194 invånare.